# Herzog Records
Herzog Records ist ein unabhängiges Musiklabel mit Sitz in Hamburg. Das Unternehmen präsentiert insbesondere populäre Strömungen im Jazz. 

## Unternehmensentwicklung
Gegründet wurde das Label 2006 durch Rüdiger Herzog, welcher zuvor als Labelmanager für Nonesuch Records, ein Sublabel der Warner Music Group tätig war. Seit der Gründung wurden über Herzog Records 29 Alben veröffentlicht (Stand: 24. August 2013), welche den Musikrichtungen Jazz, Jazz-Pop, Soul, Funk und Weltmusik zuzuordnen sind. Aus dem Katalog des Labels haben es bisher die Nighthawks, Jeff Cascaro, Jessica Gall, Kitty Hoff und Les Brünettes in die offiziellen Media Control Jazz-Charts Top 30 geschafft. 
Besonderes Anliegen Rüdiger Herzogs ist die langfristige Unterstützung und der Aufbau von jungen, noch unbekannten Musikerinnen und Musikern. Unterstützt wurde und wird das Label hierbei durch die Hamburger Labelförderung und die Initiative Musik.
Das Unternehmen bietet seit 2010 die Promotion interner und externer Musikthemen (Herzog Promotion), als auch das Buchen von Konzerten (Herzog Booking) an. Besonders hervorzuheben ist hier die Vermittlung von sieben Bands aus Hamburg auf das Dubai Jazz Festival 2010, wodurch ein interurbaner und -kultureller Austausch unterstützt werden konnte.

## Künstler
- Amy Antin
- Beat ’n Blow
- Brandner / Nighthawks
- Claude Chalhoub
- Daniel Stelter
- HR-Bigband feat. Jeff Cascaro
- Inga Lühning
- Luciel
- Miu
- Jeff Cascaro
- Nighthawks
- Rafael Cortés
- Sebastian Studnitzky
- Triband